# J. Lewis Bonhote

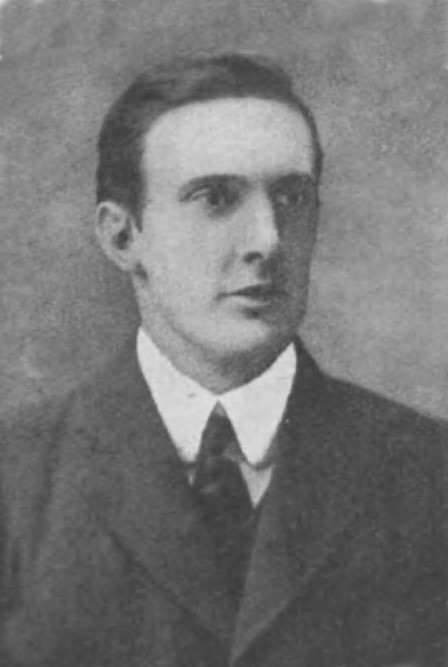
Porträt von J. Lewis Bonhote

John Lewis James Bonhote (* 13. Juni 1875 in London; † 10. Oktober 1922 in Bournemouth, Dorset) war ein britischer Zoologe, Ornithologe und Autor. In seinen Publikationen verwendete er überwiegend den Namen J. Lewis Bonhote.

## Leben
Bonhote war der einzige Sohn von Colonel John Bonhote. Nach dem Besuch der Elstree School absolvierte er von 1889 bis 1893 die Harrow School. Im Juni 1893 schrieb er sich im Trinity College in Cambridge ein, wo er 1897 den Bachelor of Arts und 1901 den Master of Arts erlangte. 1897 wurde er Privatsekretär von Gouverneur Sir Gilbert Thomas Carter auf den Bahamas, wo er in seiner Freizeit Vögel und Spinnen sammelte. Von 1901 bis 1902 setzte er diese Sammeltätigkeit während einer zweiten Reise auf die Bahamas fort.
1894 wurde er zum Fellow der Zoological Society of London und 1898 zum Fellow der Linnean Society of London gewählt. 1901 nahm er an einer Sammelexpedition auf den Malaiischen Archipel teil. In der Folgezeit beschrieb er einige Kleinsäugerarten aus dieser Region, darunter Coelops robinsoni, Maxomys inas, Niviventer bukit, Niviventer huang, Niviventer ling, Niviventer rapit, Sundamys annandalei, Rhinolophus malayanus und Sundasciurus tahan. 1907 war er Erstbeschreiber des Zwergloris (Nycticebus pygmaeus). 1909 beschrieb er gemeinsam mit Michael John Nicoll die Unterart Passer domesticus niloticus des Haussperlings. Von 1913 bis 1919 war er Kurator am Zoologischen Garten von Gizeh. Während dieser Zeit unternahm er Sammelexpeditionen ins Nildelta, wo er u. a. eine große Rolle bei der Neugründung einer Reiherkolonie spielte. Gemeinsam mit Ernst Hartert war er Sekretär beim 4. International Ornithological Congress, der 1905 in London stattfand. Daneben war er Sekretär und Schatzmeister der Avicultural Society, von 1907 bis 1913 Sekretär der British Ornithologists’ Union sowie von 1920 bis 1922 Schriftführer und Schatzmeister des British Ornithologists’ Club.
Neben mehreren wissenschaftlichen Artikeln veröffentlichte Bonhote 1907 das Buch Birds of Britain and their Eggs, das von Henry Eeles Dresser illustriert wurde und 1915 das Werk Vigour and Heredity. In Zusammenarbeit mit Charles Rothschild brachte er 1895 das Buch Harrow Butterflies and Moths heraus.
In seinem Wohnort in The Hall, Fen Ditton, Cambridgeshire, unterhielt Bonhote eine sehr große private Voliere, wo er unter anderen Entenhybride züchtete.
Bonhote starb im Oktober 1922 und wurde auf dem Kensal Green Cemetery in London beigesetzt.

## Dedikationsnamen
Richard Bowdler Sharpe benannte im Jahr 1900 die Unterart Papilio andraemon bonhotei aus der Familie der Ritterfalter (Papilionidae) von den Bahamas nach Bonhote. Herbert Christopher Robinson und Robert Charles Wroughton beschrieben 1911 die Unterart Callosciurus erythraeus bonhotei des Pallashörnchens. 1919 beschrieb Oldfield Thomas das Taxon Gerbillus bonhotei aus Ägypten, das heute ein Synonym für die Anderson-Rennmaus (Gerbillus andersoni) ist.